# Lac Kardyvatch
Le lac Kardyvatch (Кардывач) est un lac de montagne situé dans la partie de la réserve naturelle du Caucase appartenant au kraï de Krasnodar (fédération de Russie). Il se trouve à 1 838 mètres d'altitude et à 44 kilomètres de Krasnaïa Poliana. Il dépend administrativement du microraïon d'Adler.

## Description

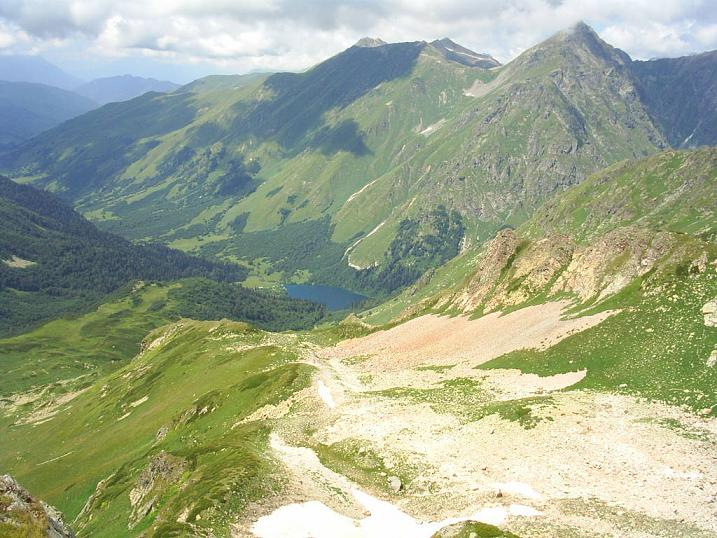
Vue du lac Kardyvatch, des sommets du Koutekhekou.

Ce lac, qui est le deuxième en grandeur du kraï de Krasnodar, se trouve sur le côté sud de la chaîne du Caucase Principal qui appartient au Caucase de l'Ouest. Il est entouré de sommets, comme le pic Loïoub (2 970 m) à l'ouest; des monts Kardyvatch au nord et à l'est dont la Tsyndychkha (3 139,5 m), le mont du Grand Kardyvatch (3 140,5 m) et l'Aiguille du Kardyvatch et au sud-est de la chaîne du Koutekhekou.
Le lac Kardyvatch est le résultat du mouvement d'anciens glaciers formant en deux côtés une moraine et le lac à la fin. Celui-ci s'est réduit au cours des âges en longueur et en profondeur à cause de la sédimentation.
Au sud-est du lac, surgit la rivière Mzymta qui se jette ensuite dans la mer Noire. Elle prend sa source au nord du lac à 2 472 mètres d'altitude sous le nom de Mzymta Supérieure, dans les eaux du petit lac Kardyvatch Supérieur qui est entouré de neiges éternelles. 
Il n'y a aucun poisson dans ce lac, car plus bas les eaux du lac coulent par la cascade d'Émeraude et les truites qui habitent la rivière ne peuvent donc la dépasser.

## Dimensions
- Superficie : 0,133 km2
- Longueur : 0,52 km
- Largeur : 0,36 km
- Profondeur maximale : 17 m